# 孫廷相
孫廷相（1493年—？年），字子忠，陕西平凉府平凉縣人，民籍。

## 生平
治《易經》，正德十四年（1519年）陕西鄉試第三十四名舉人，年三十一歲中式嘉靖二年（1523年）癸未科會試第三十名，第三甲第一百二十六名進士。嘉靖五年（1526年）任直隶三河县知县，官至東昌府知府。嘉靖二十三年（1544年）十二月其女孙氏被封为韩府褒城王妃。

## 家族
曾祖孫杲。祖父孫全。父孫鑑，县主簿。母靳氏；继母张氏。具庆下。兄世輔、弟邦儒、廷栋、廷楫、廷桢、廷极、廷梅。